# 이굉
이굉(李浤, 1746년 - 1803년)은 조선 후기의 유생이자 종친으로 도정궁(都正宮) 사손(嗣孫) 동돈녕(同敦寧) 증 좌찬성 이형종(李亨宗)의 3남이다.

## 생애
조선 후기의 유생으로 본관은 전주, 휘는 굉(浤) 또는 돌(湥)이다. 덕흥대원군의 9대손이며, 종실 응천군 이돈(凝川君 李潡)의 6대손이다. 아버지는 도정궁(都正宮) 사손(嗣孫) 동지돈녕부사(同知敦寧府事) 증 좌찬성 이형종(李亨宗)이고, 어머니는 여흥인(驪興人) 민심(閔鐔)의 딸로 증 정경부인 여흥민씨(貞敬夫人 驪興閔氏)이다.
부인은 현령(縣令) 은진인(恩津人) 송학상(宋學相)의 딸로 숙부인 은진송씨(淑夫人 恩津宋氏)이다.
증 좌찬성 형종의 3남으로 1746년(영조 22) 11월 27일 탄생하였다. 1773년(영조 49) 28세때 증광시(增廣試) 진사(進士) 2등(二等) 6위에 급제하여 진사(進士)를 지내고, 1803년(순조 3) 9월 11일 향년 58세로 별세하였다. 이조참의(吏曹參議)에 증직되었다.

## 가족관계
- 아버지 : 이형종(李亨宗, 1706년 - 1759년), 도정궁(都正宮) 사손(嗣孫).
- 어머니(계모) : 증 정경부인 은진송씨(貞敬夫人 恩津宋氏, 1703년 - 1736년), 은진인(恩津人) 송서석(宋叙錫)의 딸.
  - 이복형 : 이풍(이례)(李灃, 1727년 - 1795년), 도정궁(都正宮) 사손(嗣孫).
  - 이복형 : 달선군 이영(達善君 李泳, 1731년 - 1748년), 숙종의 왕자 연령군(延齡君)의 계자인 낙천군(洛川君) 이온(李縕)에게 출계하였다가 파양.
  - 이복녀 : 전주인(全州人) 유지(柳志)에게 출가.
- 어머니(생모) : 증 정경부인 여흥민씨(貞敬夫人 驪興閔氏, 1716년 - 1784년), 여흥인(驪興人) 민심(閔鐔)의 딸.
- 부실(父)
  - 이복동생 : 이용(李溶, 1749년 - 1818년)
  - 이복녀 : 은진인(恩津人) 송필극(宋必克)에게 출가.
  - 이복녀 : 중군(中軍) 청주인(淸州人) 한탁모(韓鐸謩)에게 출가.
- 부인 : 숙부인 은진송씨(淑夫人 恩津宋氏, 1744년 - 1812년), 현령(縣令) 은진인(恩津人) 송학상(宋學相)의 딸.
  - 아들 : 이창식(李昌植, 1773년 - 1851년)
    - 손자 : 이준응(李儁應, 1811년 - 1879년), 도정궁(都正宮) 섭사손(攝祀孫).
    - 손자 : 이규응(李珪應, 1824년 - 1899년), 도정궁(都正宮) 섭사손(攝祀孫).

  - 장녀 : 연안인(延安人) 김민수(金民秀)에게 출가.
  - 2녀 : 군수(郡守) 청송인(靑松人) 심원조(沈源祖)에게 출가.
  - 3녀 : 평산인(平山人) 신태로(申泰魯)에게 출가.
  - 4녀 : 청주인(淸州人) 한용헌(韓用憲)에게 출가.